# Nicola De Angelis
Pour les articles homonymes, voir De Angelis.
Nicola De Angelis, né le 23 janvier 1939 à Pozzaglia Sabino en Italie et mort le 16 juin 2023 à Montefiascone en Italie, est un prélat de l'Église catholique. Il est évêque du diocèse de Petersborough en Ontario au Canada de 2002 à 2014.

## Biographie
Nicola De Angelis naît le 23 janvier 1939 à Pozzaglia Sabino en Italie. En 1967, il émigre au Canada où il étudie au séminaire Saint-Augustin de Toronto. Il est ordonné prêtre le 6 décembre 1970 pour la congrégation des Fils de l'Immaculée Conception. En 1984, il est nommé trésorier-général de son ordre religieux et déménage à Rome pour cette fonction.
Il est nommé évêque auxiliaire de l'archidiocèse de Toronto en Ontario le 27 avril 1992. Par la même occasion, il devient l'évêque titulaire du diocèse de Remesiana (it). Il est consacré évêque le 24 juin 1992. Le 28 décembre 2002, il est nommé évêque du diocèse de Peterborough en Ontario, fonction qu'il occupe jusqu'à sa retraite le 8 avril 2014.